# Breezand (dorp)
Breezand is een dorp in de gemeente Hollands Kroon in de Nederlandse provincie Noord-Holland.

## Beschrijving
Breezand is centraal gelegen in de Anna Paulownapolder, die een belangrijk tuinbouwgebied vormt.
Op 13 september 1931 werd in Breezand de parochiekerk Sint Jan de Evangelist, ontworpen door Herman de Vries, plechtig ingezegend door deken Guilonard van Schagen. Deze kerk bestaat nog steeds.
Te Breezand is sinds 30 april 1993 het Museum Anna Paulowna gevestigd. In het museum wordt de droogmaking van de Anna Paulownapolder behandeld en de bloembollenteelt rond Breezand. Ook wordt er aandacht besteed aan koningin Anna Paulowna, naamgeefster van de polder.
Op Koninginnedag 1985 bezocht de koninklijke familie de gemeente Anna Paulowna. Tijdens dit bezoek werd ook Breezand aangedaan. In Breezand werden in de sporthal van de lokale sportvereniging ZAP diverse zaken die betrekking hadden op de bollenteelt vertoond.

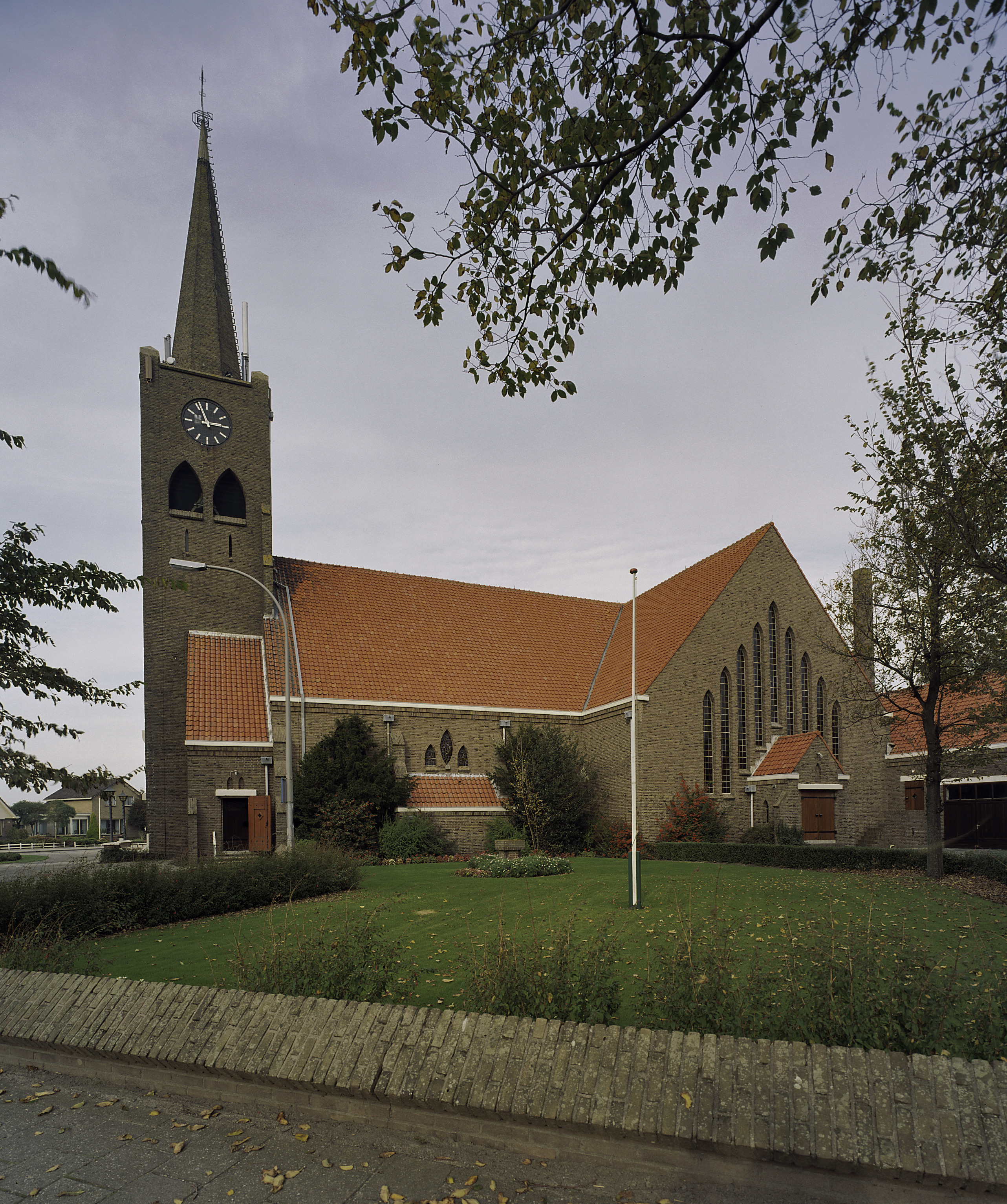
Sint-Jan de Evangelistkerk

## Sport
Breezand kent diverse sportverenigingen, waaronder Sportvereniging Z.A.P. (Zwaluwen Anna Paulowna - opgericht in 1922 - tennis, voetbal, handbal) en Zwemvereniging Oude Veer (zwem- en waterpolovereniging) met als thuisbasis zwembad Den Krieck.
Jaarlijks wordt in augustus in Anna Paulowna het "kwartje Triathlon" gehouden. De finish van dit evenement is in Breezand op het Ceresplein. In 2007 vierde de vereniging haar 25-jarig bestaan.

## Geboren in Breezand
- Lenze L. Bouwers (1940), schrijver en dichter
- Kim Molenaar (2002), handbalster
- Petra Dorrestijn (1969), presentatrice

Dorpen en gehuchten: Anna Paulowna · Barsingerhorn · Breezand · Den Oever · Haringhuizen · Hippolytushoef · De Haukes · Kleine Sluis · Kolhorn · Kreil · Kreileroord · Lutjewinkel · Middenmeer · Moerbeek · Nieuwe Niedorp · Nieuwesluis · Oosterklief · Oosterland · Oude Niedorp · Slootdorp · Smerp · Stroe · De Strook · Terdiek · Tolke (deels) · Van Ewijcksluis · Vatrop · 't Veld · Verlaat (deels) · Westerklief · Westerland · Wieringerwaard · Wieringerwerf · Winkel · Zijdewind

Buurtschappen: Blokhuizen · Dam · De Belt · De Bomen · De Elft · Emaus · Gelderse Buurt · De Gest · Groetpolder · Hanedoes · De Heid · De Hoelm · Hogebieren · Hollebalg · De Kampen · Langereis (deels) · De Leijen · Lutjekolhorn · Mientbrug · Noord-Stroe · Noordburen · Noorderbuurt · De Normer · Poolland · Spoorbuurt · Tin · Vennik (deels) · Wateringskant · De Weel (deels) · De Weere · Westeinde  · Zandburen

Noord-Holland: Steden en dorpen    Nederland: Provincies · Gemeenten